# ぎゅっとe
ぎゅっとeはオンライン上で取り組める大学生向けの英語問題集である。現在、名古屋大学、立命館大学、島根大学、広島修道大学などが英語の授業において一部採用している。広島市立大学国際学部の青木信之教授と渡辺智恵助教授の発案で開発されたIETW（2002年に文部科学省より「特色ある大学教育支援プログラム」に採択されている。）をベースに、他大学との共同研究の末、2005年度に販売が開始された。

## 概要
ぎゅっとeは自学自習で英語を学習することを目的としており、授業時間に取り組めるだけでなく、自宅でも学習できることに特徴がある。リーディング40問、リスニング800問、グラマー421問で構成されており、TOEICの問題を意識した形式、レベルの問題が多い。
なお、午前3時から午前5時の間はサーバーメンテナンス中であるために学習することができない。